# 定納山
定納山（じょうのうやま）は、愛知県名古屋市緑区の地名。現行行政地名は定納山一丁目及び定納山二丁目。住居表示未実施。

## 地理
名古屋市緑区南西部に位置する。南と東側で大府市に接する。

## 歴史

### 町名の由来
大高町の小字名「定納山」による。「定納山」とは一定の対価を支払って藩所有の山林を村全体で使用する場合に言う普通名詞であるが、これが固有名詞に変化したものだという。

### 行政区画の沿革
- 1995年（平成7年）1月12日 - 名古屋市定納山土地区画整理組合設立認可。緑区大高町字西峡の全部および字蛇池下、字定納山、字蔵王殿、字銭瓶谷、字南銭瓶、字本銭瓶、字茶ノ木根、字北白妙、字南浅間の各字の一部で土地区画整理事業を開始する[8]
- 2012年（平成24年）11月10日 - 緑区大高町の一部により定納山一丁目および定納山二丁目が成立する[1]。
- 2014年（平成26年）3月14日 - 名古屋市定納山土地区画整理組合解散[8]

### 町名の変遷
| 実施後       | 実施年月日                 | 実施前                                                                                             |
| ------------ | -------------------------- | -------------------------------------------------------------------------------------------------- |
| 定納山一丁目 | 2012年（平成24年）11月10日 | 緑区大高町字北白砂・蔵王殿・蛇池下・定納山・銭瓶谷・茶ノ木根・西峡・本銭瓶・南銭瓶・南浅間の各一部 |
| 定納山二丁目 | 2012年（平成24年）11月10日 | 緑区大高町字蔵王殿・蛇池下・定納山・西峡の各一部                                                   |

## 世帯数と人口
2019年（平成31年）3月1日現在の世帯数と人口は以下の通りである。
| 丁目         | 世帯数  | 人口    |
| ------------ | ------- | ------- |
| 定納山一丁目 | 264世帯 | 663人   |
| 定納山二丁目 | 254世帯 | 640人   |
| 計           | 518世帯 | 1,303人 |

### 人口の変遷
国勢調査による人口の推移
| 2015年（平成27年） | 1,138人 | [ 9 ] |  |

## 学区
市立小・中学校に通う場合、学校等は以下の通りとなる。また、公立高等学校に通う場合の学区は以下の通りとなる。
| 番・番地等 | 小学校               | 中学校               | 高等学校 |
| ---------- | -------------------- | -------------------- | -------- |
| 全域       | 名古屋市立大高小学校 | 名古屋市立大高中学校 | 尾張学区 |

## 施設
- カインズ 名古屋大高インター店
- コープ 大高インター店

## その他

### 日本郵便
- 郵便番号 : 459-8011[4]（集配局：緑郵便局[12]）。